# Panara comes
Panara comes är en fjärilsart som beskrevs av Hans Ferdinand Emil Julius Stichel 1909. Panara comes ingår i släktet Panara och familjen Riodinidae. Inga underarter finns listade i Catalogue of Life.